# Homo sapiens idaltu
Homo sapiens idaltu és una subespècie d'Homo sapiens definida el 2003 per a designar les restes fòssils de l'ésser humà anatòmicament modern arcaic, que visqué fa entre 154.000 i 160.000 anys. Idaltu vol dir ‘més gran’, ‘de més edat’ en la llengua àfar.
Aquestes restes foren trobades l'any 1997 per l'equip de Tim White, prop del poblat d'Herto, a la depressió de l'Àfar, a l'est d'Etiòpia. Consisteixen en dos cranis adults i un tercer crani d'un nen de sis o set anys. Els paleontòlegs van necessitar sis anys per a reconstruir els cranis (sobretot el de l'infant, de 180 peces) i per datar-los pel mètode de l'argó.
La importància d'aquesta troballa radica que omple un buit en el registre fòssil entre els 100.000 i els 300.000 anys abans d'ara (la datació dona 154-160 mil anys).
A més, aquests resultats concorden amb les dades dels antropòlegs moleculars, que des de fa temps prediuen que l'ésser humà modern s'originà a l'Àfrica ara fa uns 156.000 anys (estudis de seqüència de l'ADN mitocondrial).